# Joseph-Jean Heintz
Joseph-Jean Heintz (* 29. Januar 1886 in Reims; † 30. November 1958 in Metz) war ein französischer Bischof.

## Biographie
Er erhielt am 21. Mai 1910 seine Priesterweihe. 1933 wurde er zum Bischof der Diözese Troyes ernannt und am 25. Januar 1934 durch Erzbischof Emmanuel Célestin Suhard geweiht. Am 15. Februar 1938 wurde er zum Bischof von Metz ernannt.
Nach dem Einmarsch der Wehrmacht in Frankreich und dem Waffenstillstand von Compiègne am 22. Juni 1940 wurde das deutsch verwaltete CdZ-Gebiet Lothringen errichtet. Wenige Wochen später entwickelte sich die Prozession zum Fest Mariä Himmelfahrt am 15. August 1940 unter der Leitung des Bischofs zu einer friedlichen, profranzösischen Demonstration. Vor der im Jahr 1924 errichteten Metzer Mariensäule, die durch den letzten deutschen Bischof von Metz, Willibrord Benzler, als  Weihedenkmal für die Verschonung der Stadt im Ersten Weltkrieg am Metzer St. Jakobsplatz (Place Saint-Jacques) versprochen worden war, hatten hunderte Metzer schweigend Blumensträuße abgelegt, die mit Bändern in den Farben der französischen Tricolore zusammengebunden waren. Der Chef der Schutzpolizei nahm dies zum Anlass, am Folgetag, dem 16. August, zahlreiche profranzösische Einwohner aus dem Gebiet sowie den Bischof der Diözese zu verweisen. Joseph-Jean Heintz zog sich nach Lyon zurück und konnte erst nach der Befreiung von Metz im Herbst 1944 zurückkehren. 